# The Essential Ozzy Osbourne
The Essential Ozzy Osbourne — сборник певца Оззи Осборна, выпущенный в 2003 г. Он достиг 81-го места в чартах США и 21-го в чартах Великобритании. Представленные на альбоме песни из первых трёх студийных альбомов Blizzard of Ozz, Diary of a Madman и Bark at the Moon взяты из различных переизданий. На лимитированном переиздании 2009 года под названием edition 3.0 в альбом добавлен 3-й диск, содержащий дополнительные песни. Альбом сертифицирован RIAA как золотой 5 февраля 2005 г. с общим количеством проданных копий в 500 тыс. экземпляров

## Список композиций
- 1, 2, 4, 5 — Blizzard of Ozz
- 3,9 — Tribute
- 6 — 8 — Diary of a Madman
- 10 — 13 — Bark at the Moon
- 14 — 17 — No Rest for the Wicked
- 18 — 22 — No More Tears
- 23 — Live & Loud
- 24 — 27 — Ozzmosis
- 28 — 10 — Down to Earth
- 31, 32 — The Ultimate Sin
- 33 — Live at Budokan
- 34, 35 — Black Rain
- 36 — Under Cover

### Диск 1
1. «Crazy Train» — (Оззи Осборн, Рэнди Роадс, Боб Дейсли) — 4:51
2. «Mr. Crowley» — (Осборн, Роадс, Дейсли) — 4:55
3. «I Don’t Know» (концертная запись с Рэнди Роадсом) — (Осборн, Роадс, Дейсли) — 5:01
4. «Suicide Solution» — (Осборн, Роадс, Дейсли) — 4:16
5. «Goodbye to Romance» — (Осборн, Роадс, Дейсли) — 5:33
6. «Over the Mountain» — (Осборн, Роадс, Дейсли, Ли Керслэйк — 4:31
7. «Flying High Again» — (Осборн, Роадс, Дейсли, Керслэйк) — 4:38
8. «Diary of a Madman» — (Осборн, Роадс, Дейсли, Керслэйк) — 6:14
9. «Paranoid» (концертная запись с Рэнди Роадсом) (Осборн, Тони Айомми, Гизер Батлер, Билл Уорд) — 2:52
10. «Bark At The Moon» — (Осборн) — 4:15
11. «You’re No Different» — (Осборн) — 5:49
12. «So Tired» — (Осборн) — 4:00
13. «Rock 'N' Roll Rebel» — (Осборн) — 5:23
14. «Crazy Babies» — (Осборн, Зак Уайлд, Рэнди Кастилло, Дейсли) — 4:14
15. «Miracle Man» — (Осборн, Уайлд, Кастилло, Дейсли, Джон Синклер) — 3:48
16. «Fire in the Sky» — (Осборн, Уайлд, Кастилло, Дейсли, Синклер) — 6:24

### Диск 2
1. «Breakin' All the Rules» — (Осборн, Уайлд, Кастилло, Дейсли) — 5:12
2. «Mama, I’m Coming Home» — (Осборн, Уайлд, Лемми) — 4:11
3. «Desire» — (Осборн, Уайлд, Кастилло, Лемми) — 5:45
4. «No More Tears» — (Осборн, Уайлд, Кастилло, Майк Инез, Джон Пурделл) — 7:23
5. «Time After Time» — (Осборн, Уайлд) — 4:20
6. «Road to Nowhere» — (Осборн, Уайлд, Кастилло) — 5:09
7. «I Don’t Want to Change the World» (концертная запись) — (Осборн, Уайлд, Кастилло, Лемми) — 4:05
8. «Perry Mason» — (Осборн, Уайлд, Пурделл) — 5:54
9. «I Just Want You» — (Осборн, Джим Валленсе) — 4:56
10. «Thunder Underground» — (Осборн, Уайлд, Кастилло) — 6:29
11. «See You on the Other Side» — (Осборн, Уайлд, Лемми) — 6:11
12. «Gets Me Through» — (Осборн, Тим Палмер[англ.]) — 5:05
13. «Dreamer» — (Осборн, Марти Фредерискен, Майк Джонс) — 4:45
14. «No Easy Way Out» — (Осборн, Палмер) — 5:06

### Диск 3edition 3.0издание 2009 г.
1. «The Ultimate Sin» — (Осборн, Джейк И Ли, Дейсли) — 3:45
2. «Lightning Strikes» — (Осборн, Ли, Дейсли) — 5:14
3. «That I Never Had»(концертная запись) — (Осборн, Фредерискен, Джо Холмс, Роберт Трухильо) — 4:15
4. «I Don’t Wanna Stop» — (Осборн, Уайлд, Кевин Чурко) — 4:32
5. «Black Rain» — (Осборн, Уайлд, Чурко) — 4:42
6. «Changes» (с Келли Осборн) — (Осборн, Айомми, Батлер, Уорд) — 4:06